# Ratiš
Ratiš je visoko brdo odnosno niža planina u Bosni i Hercegovini.

## Zemljopis
Nalazi se na mjestu prijelaza sjeverne u sjeveroistočnu Bosnu. Oblika je planinsko-brdskog grebena. Srednji dio je najviši. Na najvišem vrhu prema tradiciji je od davnih vremena nalazi se jedno od najznačajnijih dovišta u sjevernoj i sjeveroistočnoj Bosni. Pruža se u dužini od 15 km od zapada ka istoku i zatim se povija ka jugoistoku. Prosječno je širok od 2 do 3 km.
Ka jugu i jugozapadu Ratiš je od vrha strm, pa se stupnjevito blažih dugačkih brdskih kosa i završava u dolini Spreče. Sa zapada ga granica mu je dolina Orahovičke (Rašljevske) rijeke. Ka sjeveru i sjeveroistoku također je od vrha prema dolje strm, slijede kose koje su kraće i sve završava dolinom Velike Tinje i njene pritoke.
Sa susjednim uzvisinama povezan je preko dva blaža prijevoja. Jedan je na sjeverozapadu prema području Bukve (500 m) i dalje ka planini Trebavi. Drugi je na jugoistoku preko niskog prijevoja Previla (350 – 370 m), preko brdskog područja Obodnice gdje se nadovezuje na glavni greben planine Majevice. Majevici se također približava u području Orlove klisure uz rijeku Tinju.

## Vrh
Vjernici su se na vrhu Ratišu okupljali u vrijeme suša i molili se za kišu. Trag je starije vjere, a informacijska ploča na Dovištu navodi 700 godina tradicije održavanja molitve. To je primjer sinkretizma dva vrlo česta kulta i običaja, a to su kult vrhova i molitve za kišu koji datiraju iz predslavenskih vremena, preko slavenskih paganskih običaja, kršćanskih elemenata, bogumilskih vjerovanja, sve do običaja i vjerovanja u islamu. Islamizacijom ovo su postale tzv. kišne dove. Odatle i drugo ime za vrh Dovište. Molitve su poslije bez obzira na količinu oborina u toj godini postale tradicija pa ih se molilo redovno svake godine. Počinjale su prvog ponedjeljka u svibnju a završavale prvog ponedjeljka u kolovozu završnom dovom koja je okupljala i najviše vjernika. I danas i vjernici se svakog ponedjeljka okupe na molitvi i vazu. Prema toj lokaciji i na toj lokaciji napravljeni su infrastrukturni zahvati tako da su poboljšani uvjeti za molitvu. Osobitost je što ga tradicijski posjećuju muškarci. Druga osobitost je što se nasuprot drugim dovištima gdje se dove čine utorkom, dove na Ratišu obavljaju ponedjeljkom.

## Hidrografija
Hidrografski je vrlo bogat. Brojni su izvori vode. Na vrhu je bunar s pitkom vodom koji nikada ne presušuje. Sam Ratiš je razvodnica između slijevova rijeka Spreče i Velike Tinje.

## Promet
Prometno je bio važan od davnina. Grebenom je prolazio stari srednjovjekovni put kojim su poslije i u osmanskim vremenima prolazili karavani. Vrlo važna putna komunikacija vodila je iz grada Gračanice, pravcem zapad – istok sjeverom dolinom Spreče, ka Donjoj i Gornjoj Tuzli. Put se križao se jednom drugom prometnicom poviše Tinje na točki Konak. Ta druga prometnica vodila je pravcem jug – sjever iz srednje Bosne, preko Ozrena i gaza na Spreči kod Porječine, poljem pored potoka i brda na dolinu Tinje otkamo je izlazio u Posavinu.

## Antropogeografija
Naseljen je sa sviju strana. Pripada trima općinama: Gračanici, Lukavcu i Srebreniku.
Toponimi sugeriraju nazočnost kršćanstva (Krst, Crkvine, Priore) i bogumilstva (Mramorje, Babunovići). S južne strane je nekropola sa stećcima između Miričine i Berkovice. Na početku 17. stoljeća zabilježena je u Miričini katolička župa, vjerojatno s manjom crkvom. Dolaskom Osmanlija stanovništvo je masovno pod pritiscima prešlo na islam.